# Tetragnatha boninensis
Tetragnatha boninensis är en spindelart som beskrevs av Yutaka Okuma 1981. Tetragnatha boninensis ingår i släktet sträckkäkspindlar, och familjen käkspindlar. Inga underarter finns listade i Catalogue of Life.